# Las Lajitas, Veracruz
Las Lajitas är en ort i Mexiko.   Den ligger i kommunen Tantoyuca och delstaten Veracruz, i den sydöstra delen av landet, 230 km norr om huvudstaden Mexico City. Las Lajitas ligger 223 meter över havet och antalet invånare är 319.
Terrängen runt Las Lajitas är huvudsakligen platt. Las Lajitas ligger uppe på en höjd. Runt Las Lajitas är det ganska tätbefolkat, med 72 invånare per kvadratkilometer. Närmaste större samhälle är Tantoyuca, 2,4 km öster om Las Lajitas. Trakten runt Las Lajitas består till största delen av jordbruksmark.